# Howler
Howler est un groupe américain de rock indépendant, originaire de Minneapolis, dans le Minnesota, actif entre 2010 et 2017. Durant sa carrière, il se compose de Jordan Gatesmith (guitare, chant), Brent Mayes (batterie), Ian Nygaard (guitare), Max Petrek (clavier), et France Camp (Jay Simonson de son vrai nom) à la basse. 

## Histoire
Howler sort son premier EP This One's Different le 14 février 2011 aux États-Unis. Le groupe fait la première partie de la tournée nord-américaine de Tapes 'n Tapes. En avril 2011, le rédacteur indépendant Jon Garret assiste au concert de sortie de Howler. Garret pense que Howler a du potentiel et voit surtout quelque chose de spécial chez Gatesmith : « Et je pense que ce qui m'a vraiment attiré chez eux, c'est que Jordan avait une présence phénoménale sur scène, ce que je ne vois pas très souvent, surtout chez les jeunes groupes ».
Garret envoie l'EP de Howler au label londonien Rough Trade sans tenir au courant les autres membres du groupe. Le label est impressionné par le groupe et signe un contrat avec Howler à l'été 2011. Le groupe assure ensuite la première partie de la tournée britannique de The Vaccines, ainsi que des concerts au Japon. This One's Different sort le 2 août 2011 au Royaume-Uni et est favorablement accueilli par la presse,,, notamment de la part du NME. Emily Mackay écrit que si Howler n'est pas différent des autres groupes, il « fait voler des éléments banals avec une brillante nonchalance ». Le NME le désigne aussi troisième « meilleur nouveau groupe de 2011 »,. 
En 2012, le groupe sort son premier album America Give Up. Il revient le 24 mars 2014 avec son deuxième opus World of Joy.
À l'été 2015, Gatesmith s'installe à Los Angeles, accueillant Yayo Trujillo à la basse et Hiram Sevilla à la batterie. Ils donnent des concerts dans la région de Los Angeles, ainsi qu'au Mexique. Dans une interview avec KZSC Santa Cruza, Gatesmith confirme à la fois que Howler travaille sur un troisième album ou une série d'EP, mais aussi leur départ de Rough Trade Records.
Le 13 janvier 2017, Gatesmith annonce la séparation du groupe, en remplacement de son nouveau projet, Wellness. Il explique plus tard qu' » il n'y a pas eu de bagarres ni de disputes » et que « les mots « rupture » ou « dissolution » n'ont jamais été mentionnés par qui que ce soit » en plus de la séparation du groupe. Le 17 avril 2020, Howler sort le single Say It Again, sans label discographique par le biais de Jordan Gatesmith. 

## Discographie
- 2011 : This One's Different (EP, Rough Trade)
- 2012 : America Give Up (Rough Trade)
- 2014 : World of Joy (Rough Trade)